# موگیلانه
موگیلانه (به لاتین: Mogilany) یک روستا در لهستان است که در گمینا موگیلانه واقع شده‌است.
 موگیلانه  ۲٬۲۰۰ نفر جمعیت دارد.